# タウィタウィ島
タウィタウィ島 (タウィタウィとう、Tawi-Tawi)はフィリピンのセレベス海にあるスールー諸島の島。ボルネオ島の東64kmほどの位置にある。
タウィタウィ島は580.5km2の面積であり、フィリピンの島で20番目に大きく、スールー諸島ではバシラン島、ホロ島に次いで3番目の大きさである。海岸線は152.2kmであり、標高は最大549mである。
タウィタウィ島はもともと火山島であり、形は歪で、長さは長い場所で55km、幅は10km-23kmほどである。丘がちで非常に木々が密生しており、岩に囲まれた岸と白い砂浜が飛び飛びに存在する。
タウイタウイ州の本島となっている。ボンガオ、ラングヤン、パングリマ・スガラ、タンドゥバスの4つの自治体に分かれている。住民は多くがサマ人で、サマ・バジャウ語を話し、ムスリムである。
島の西に存在するサンガサンガ島にはタウィタウィ州最大の空港が存在する。
第2次世界大戦時には日本軍が占領し、産油地のボルネオから近かったことから一時この島に泊地が置かれるなどしており、第一機動艦隊の艦艇が在泊した。なお、島の近くで駆逐艦・水無月が魚雷攻撃で沈んでいる。1945年の4月から行われたスールー諸島の戦いで日本軍は全滅した。

## 註
1. 1 2 3 4  “Islands of Philippines”. Island Directory.   United Nations Environment Programme. 2014年8月29日閲覧。
2. 1 2 3 4 5  “Tawi Tawi”. www.britannica.com.   Encyclopædia Britannica, Inc.. 2014年8月29日閲覧。
3. ↑  “Total Population by Province, City, Municipality and Barangay: as of May 1, 2010”. 2010 Census of Population and Housing.   National Statistics Office. 2016年4月2日時点のオリジナルよりアーカイブ。2014年9月1日閲覧。
4. ↑  “Minatsuki”. Pacific Wrecks.com (2014年8月27日). 2015年5月25日閲覧。